# Peerless
För materialet peerless,  se Vulkanfiber.

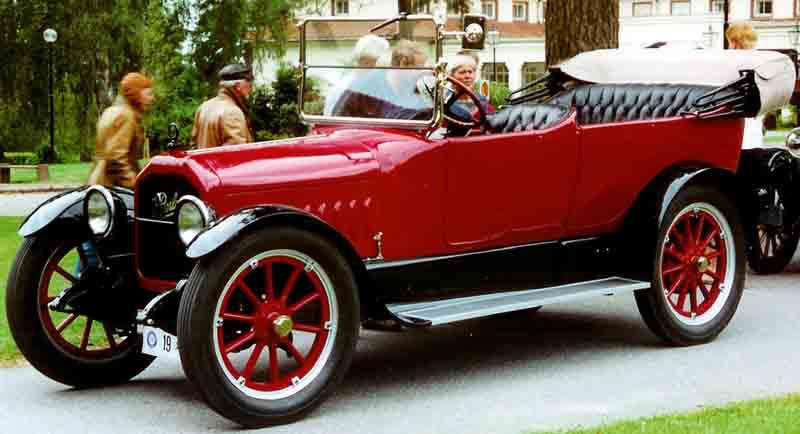
Peerless Model 56 1917

Peerless Motor Car Co var en amerikansk biltillverkare som byggde bilar i Cleveland, Ohio mellan 1900 och 1931.

## Historia
Peerless hade startats redan 1869 och tillverkade bland annat cyklar, innan man presenterade sin första bil år 1900. Det var en enkel konstruktion med encylindrig motor från franska De Dion-Bouton. 1902 kom en tvåcylindrig modell med motorn fram och kardandrift. Året därpå kom den första fyrcylindriga bilen och 1907 den första sexan. Peerless var nu en statusbil och en av den amerikanska bilindustrins tre stora P:n (de bägge andra var Packard och Pierce-Arrow).
1916 introducerades en V8-motor, ett år efter konkurrenten Cadillac. Modellen skulle hänga med, tämligen oförändrad, fram till 1929. 1924 tillkom en mindre sexcylindrig modell. 1929 ersattes V8:n av en rak åtta från den fristående motortillverkaren Continental. Börskraschen samma år och den påföljande depressionen drabbade försäljningen svårt. Peerless sista bil fick en stor V16-motor, men var påfallande lätt, då den till stor del byggdes i aluminium. Tyvärr byggdes bara en prototyp, då ledningen beslutade att lägga ned biltillverkningen i mitten av 1931. Istället satsade företaget på att brygga öl.